# Inocybe fibrosa
Inocybe fibrosa (James Sowerby, 1809 ex Claude Casimir Gillet, 1876) din încrengătura Basidiomycota, în familia Inocybaceae și de genul Inocybe este o specie destul de rară de ciuperci otrăvitoare, provocând uneori intoxicații letale. Acest burete coabitează, fiind un simbiont micoriza (formează micorize pe rădăcinile arborilor). Un nume popular nu este cunoscut. În România, Basarabia și Bucovina de Nord trăiește în grupuri pe sol [[calcar]os în păduri de conifere sub molizi și pini, dar, de asemenea prin plantații de molid. Apare de la câmpie la munte, preferat în regiunile montane, din (mai) iunie până în octombrie (noiembrie).

## Taxonomie

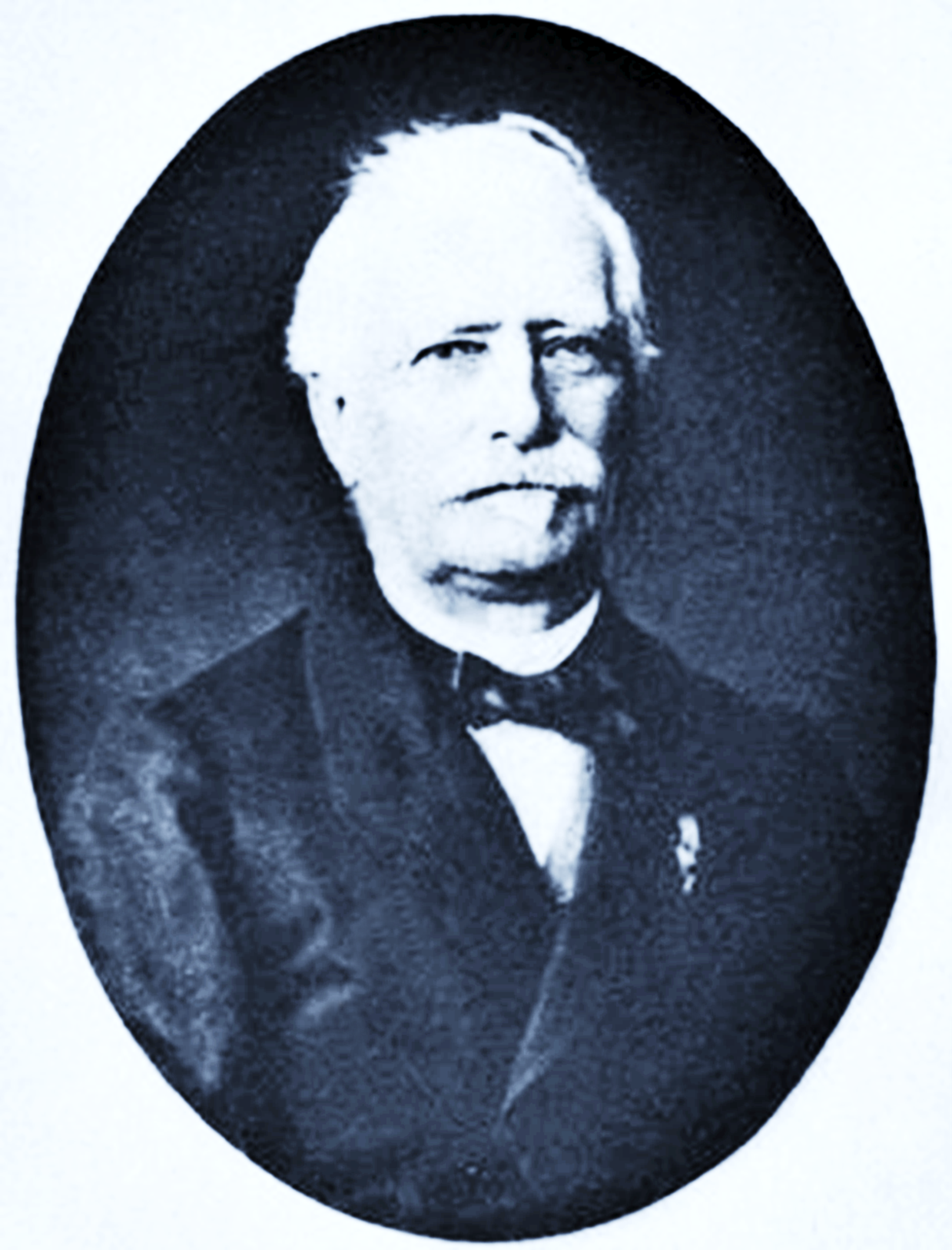
C. C. Gillet

Numele binomial a fost determinat drept Agaricus fibrosus de omul de știință englez James Sowerby în volumul 4 al operei sale Coloured Figures of English Fungi or Mushrooms din 1809.
Apoi, în 1876, micologul francez Claude Casimir Gillet a transferat soiul la genul Inocybe sub păstrarea epitetului, de verificat în volumul 3 al marii sale lucrări Les Hyménomycètes: Ou, Description de tous les champignons (Fungi) qui croissent en France, fiind și numele curent valabil (2021).
Denumirea Astrosporina fibrosa al naturalistul englez Carleton Rea (1861-1946) din 1922 și variația Inocybe fibrosa var. trivialis, creată de micologul danez Jakob Emanuel Lange în 1917, sunt acceptate sinonim.
Variația descrisă de micologul francez Roger Heim (1900-1979), anume Inocybe fibrosa var. nobilis a făcut parte ca sinonim al acestei specii pentru decenii. În 1980, Heim a determinat specia Inocybe nobilis și variația sa a fost alăturată în sfârșit acestui taxon.
Epitetul specific este derivat din substantivul latin (latină fibra=fibră, fibră la plante), datorită calității cărnii.

## Descriere

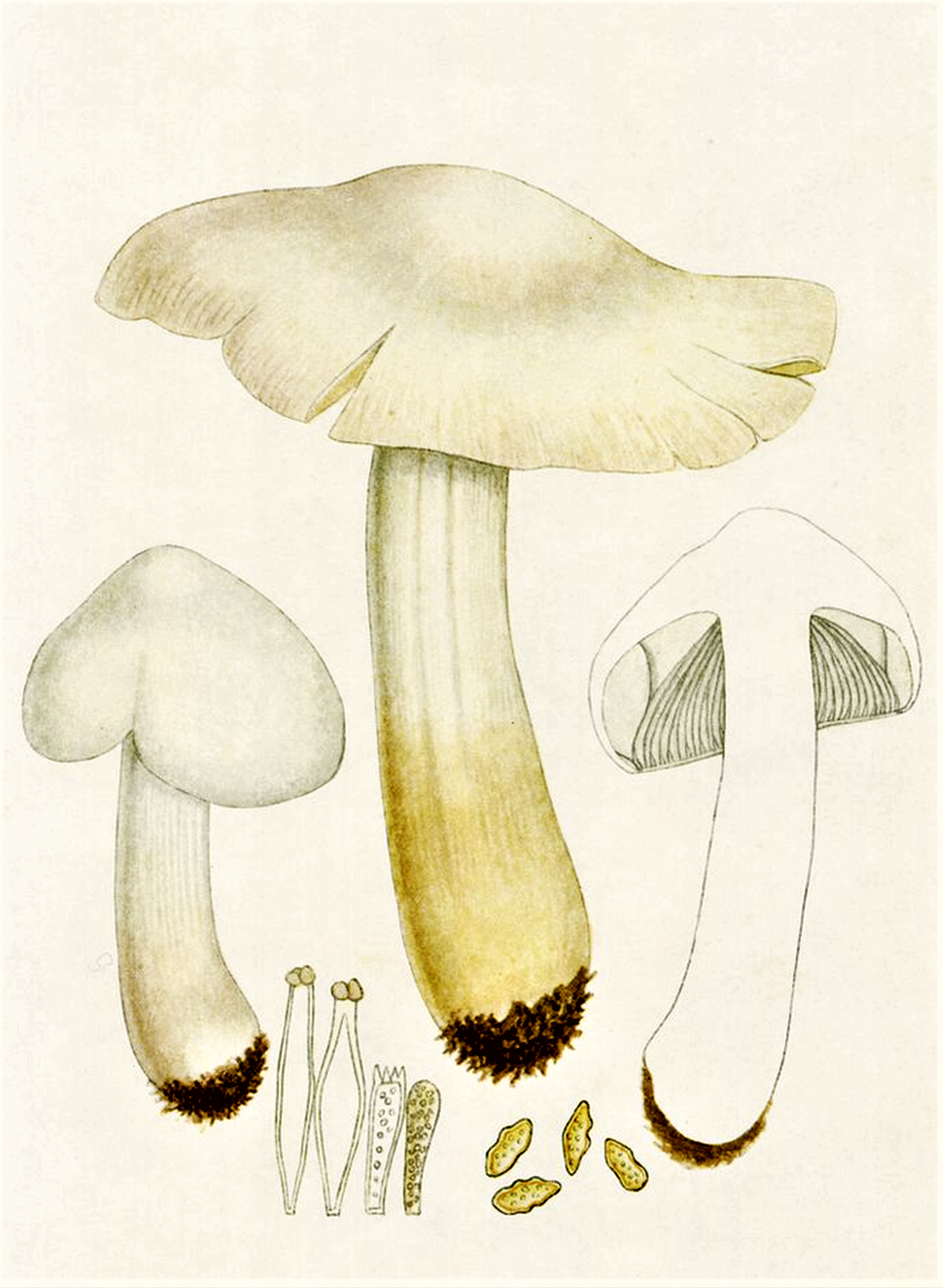
Bres.: Inocybe fibrosa

Inocybe fibrosa este cea mai mare specie a genului.
- Pălăria: cu un diametru de 6-14 (16) cm este cărnoasă, fibroasă, inițial turtit conică, în formă de clopot, mai târziu mai mult sau mai puțin plată cu o cocoașă accentuată și cu crăpături. Marginea la început îndoită abrupt în jos devine cu timpul curbată și adesea ridată. Cuticula mătăsoasă până foarte fin și dens radial-fibroasă, de fapt cu un aspect neted, nu rar brumată argintiu, este uscată, dar la umezeală unsuroasă. Coloritul, la început alb-mătăsos până alb ca fildeșul, se decolorează cu avansarea în vârstă în galben de paie sau bej cu, la bătrânețe, pete brun-roșiatice.
- Lamelele: sunt slab bombate, destul de subțiri și aglomerate, intercalate și bifurcate precum neaderate până foarte distanțat aderente la picior. Coloritul mai întâi albui până gri-albicios, devine odată cu vârsta palid bej-gălbui sau gri-brun, muchiile la bătrânețe zimțate și puțin ondulate.
- Piciorul: de 6-9 (11) înălțime și de 0,8-1,6 (2) cm grosime este cilindric, gros, fibros și plin pe dinăuntru, cu baza ușor umflată până bulboasă. Suprafața netedă este brumată spre vârf. Coloritul inițial alb devine la bătrânețe galben de paie, la bază adesea brun-roșiatic. Nu prezintă un inel.
- Carnea: robustă și fibroasă de colorit alb până albicios care nu se decolorează după tăiere are un miros spermatic, insistent acru-dulceag și un gust blând. Ea conține o doză mare de muscarină.[3][4]
- Caracteristici microscopice: are spori ocru-gălbui alungiți, slab apiculați, netezi cu umflături mici turtite, având o mărime de (9) 10-13 x 5-7 microni. Pulberea lor este ruginie. Basidiile clavate cu 4 sterigme fiecare măsoară 30-35 x 8-10 microni. Cistidele (elemente sterile situate în stratul himenal sau printre celulele din pielița pălăriei și a piciorului, probabil cu rol de excreție) de 70-90 x 10-16 microni sunt fusiforme până  umflat fusiforme, vârfurile fiind de culoare mai închisă în formă de ciucuri cu incrustații apicale. Pereții nu reacționează cu hidroxid de potasiu. Caulocistide (cistide situate la suprafața piciorului), asemănătoare paracistidelor sunt prezente în partea superioară a piciorului.[13][14][15]
- Reacții chimice: nu sunt cunoscute.[16]

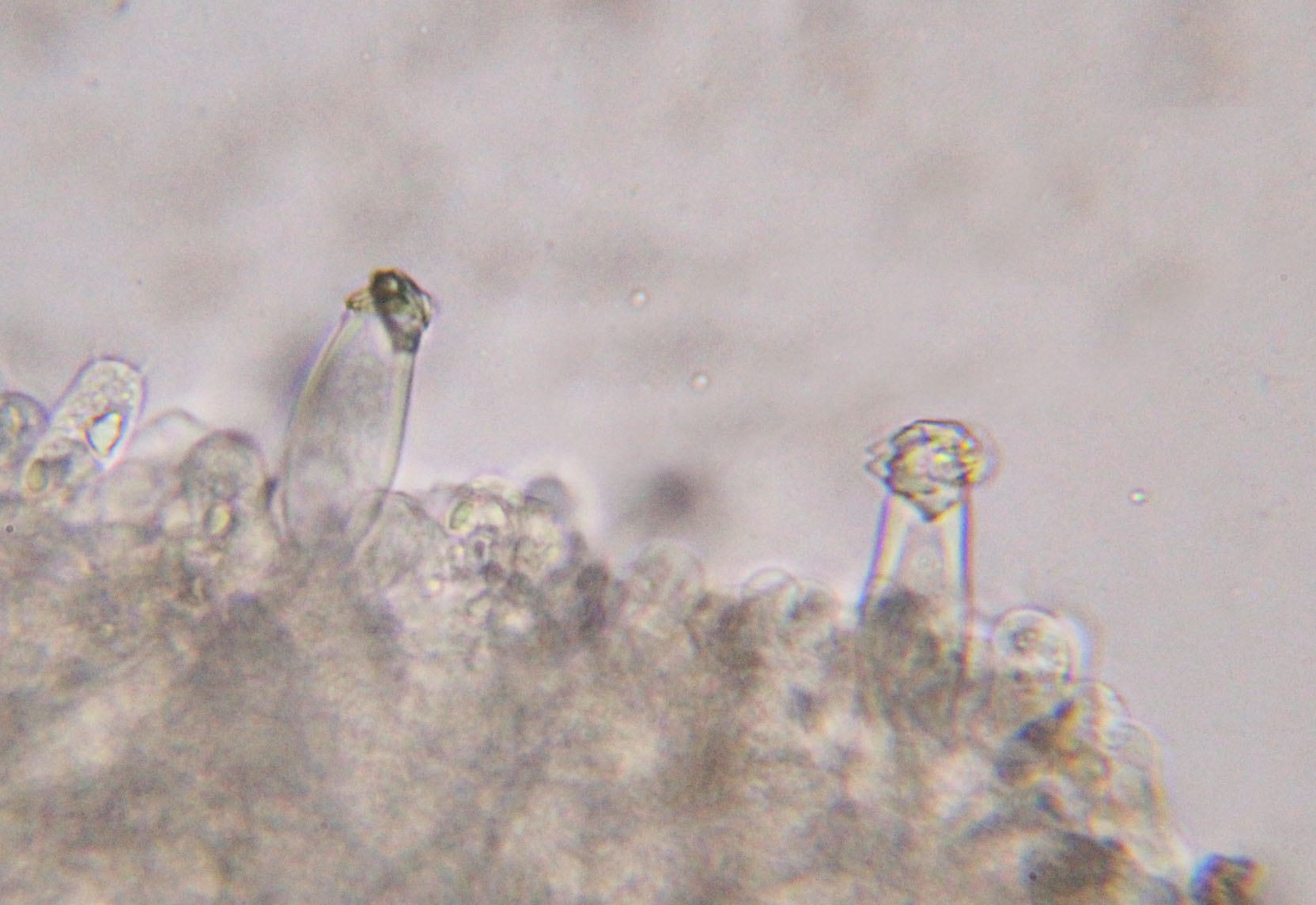
I. fibrosa, cheilo- și pleurocistide
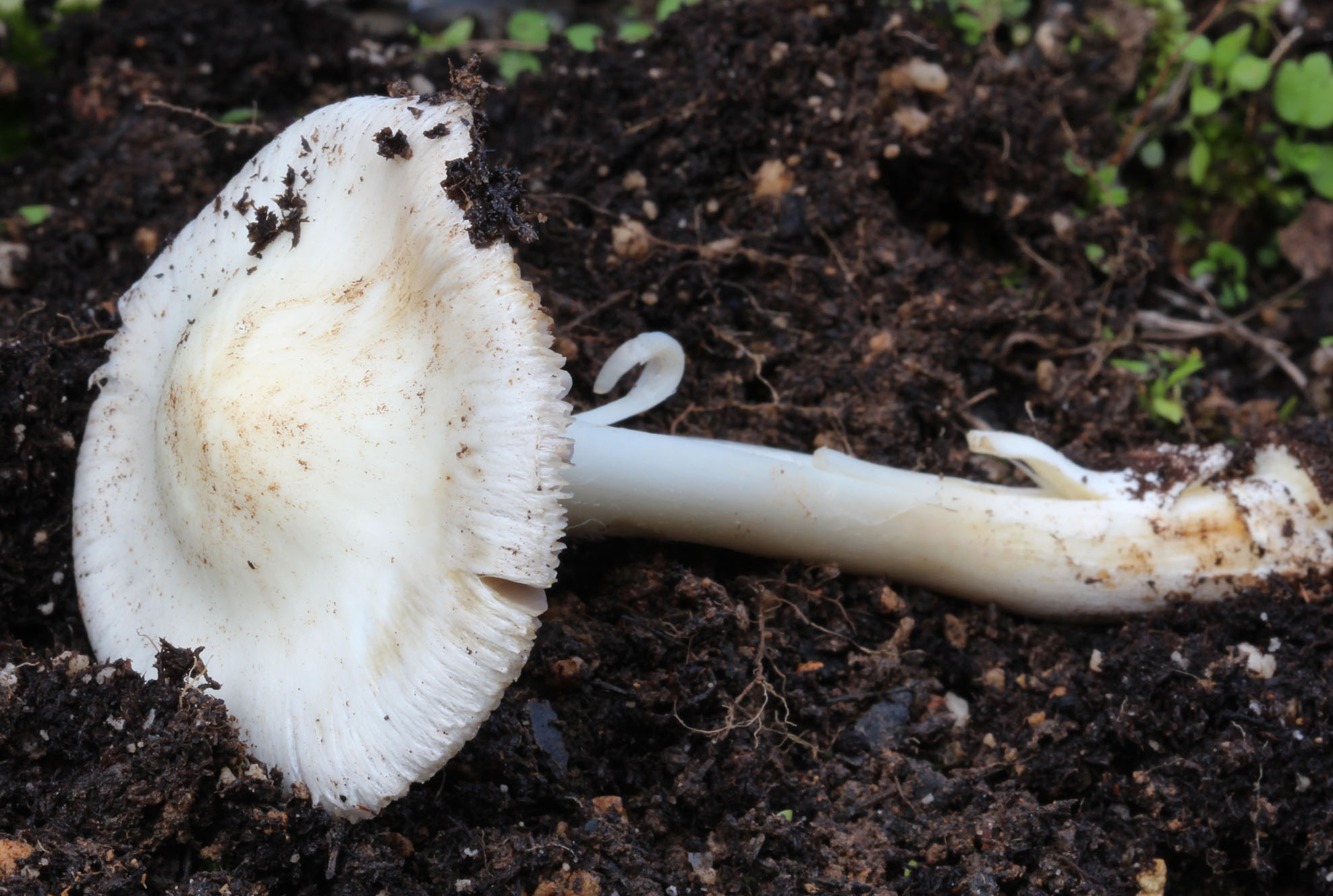
I. fibrosa, pălărie și picior
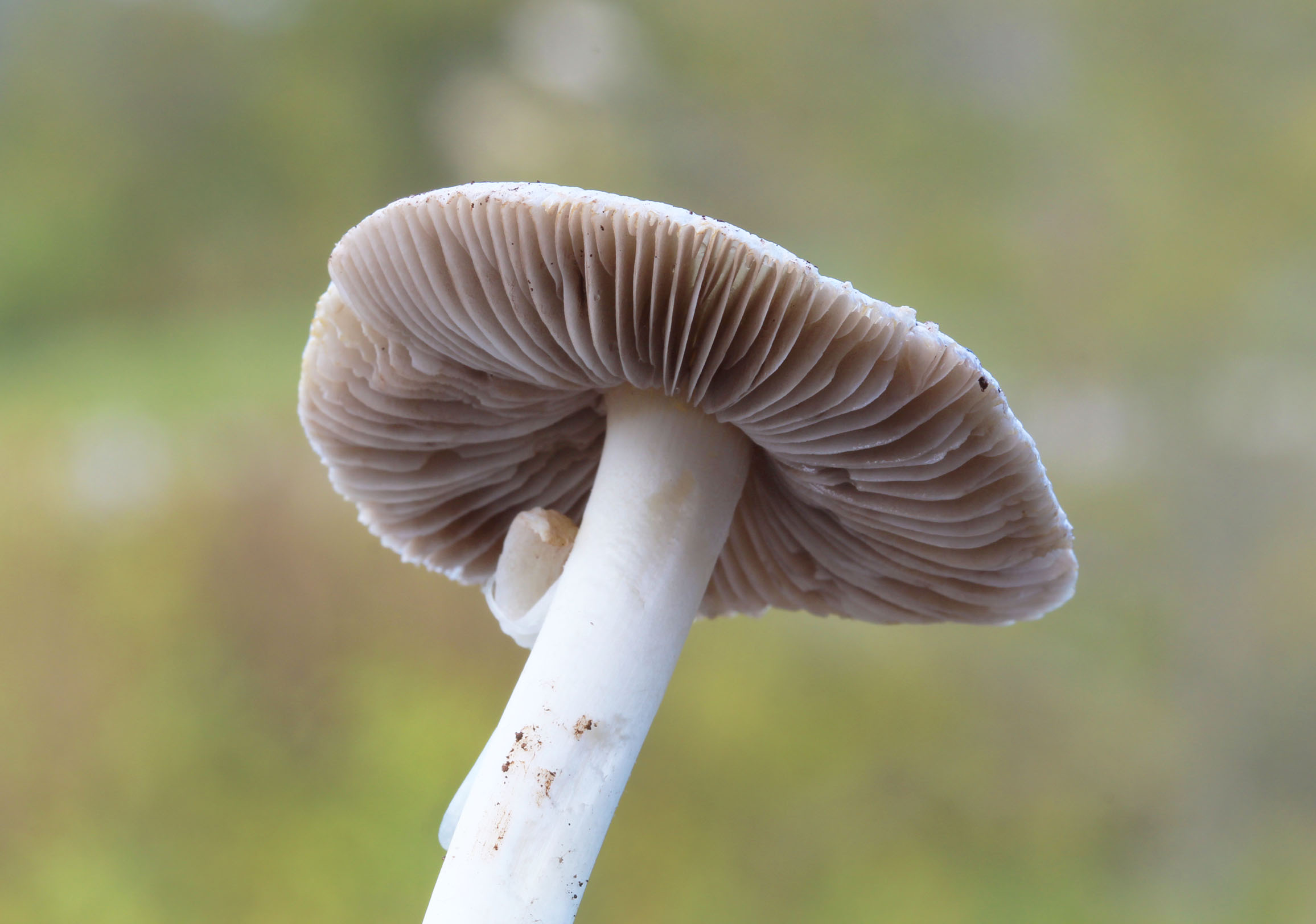
I. fibrosa, lamele

## Confuzii
Ciuperca și variațiile ei pot fi confundate în mod normal numai cu alte specii otrăvitoare de genul Inocybe, ca de exemplu: Inocybe cookei, Inocybe erubescens, Inocybe geophylla (otrăvitoare), Inocybe hirtella, Inocybe pudica, Inocybe rimosa, Inocybe sambucina (posibil letală), Inocybe sindonia (posibil letală), Inocybe squamata, Inocybe umbratica sau Inocybe whitei, dar, de asemenea, cu comestibilele Agrocybe dura, Agrocybe praecox, Cuphophyllus fornicatus sin. Hygrocybe fornicata (fără valoare alimentară), Cuphophyllus lacmus (comestibil), Hygrophorus eburneus și Tricholoma columbetta precum cu necomestibilul Tricholoma album sau cu otrăvitoarea Hebeloma crustuliniforme.

## Specii asemănătoare în imagini

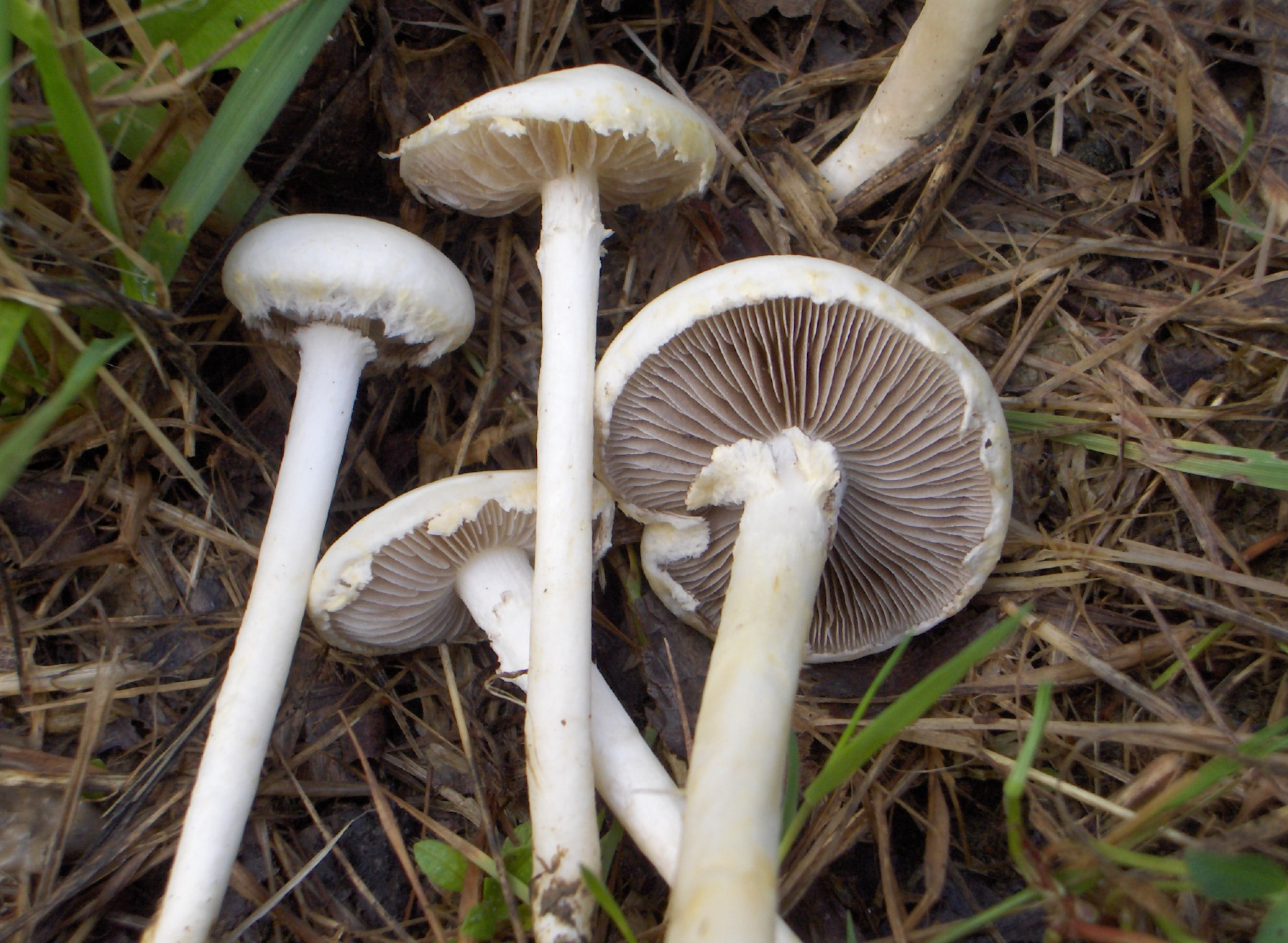
Agrocybe dura
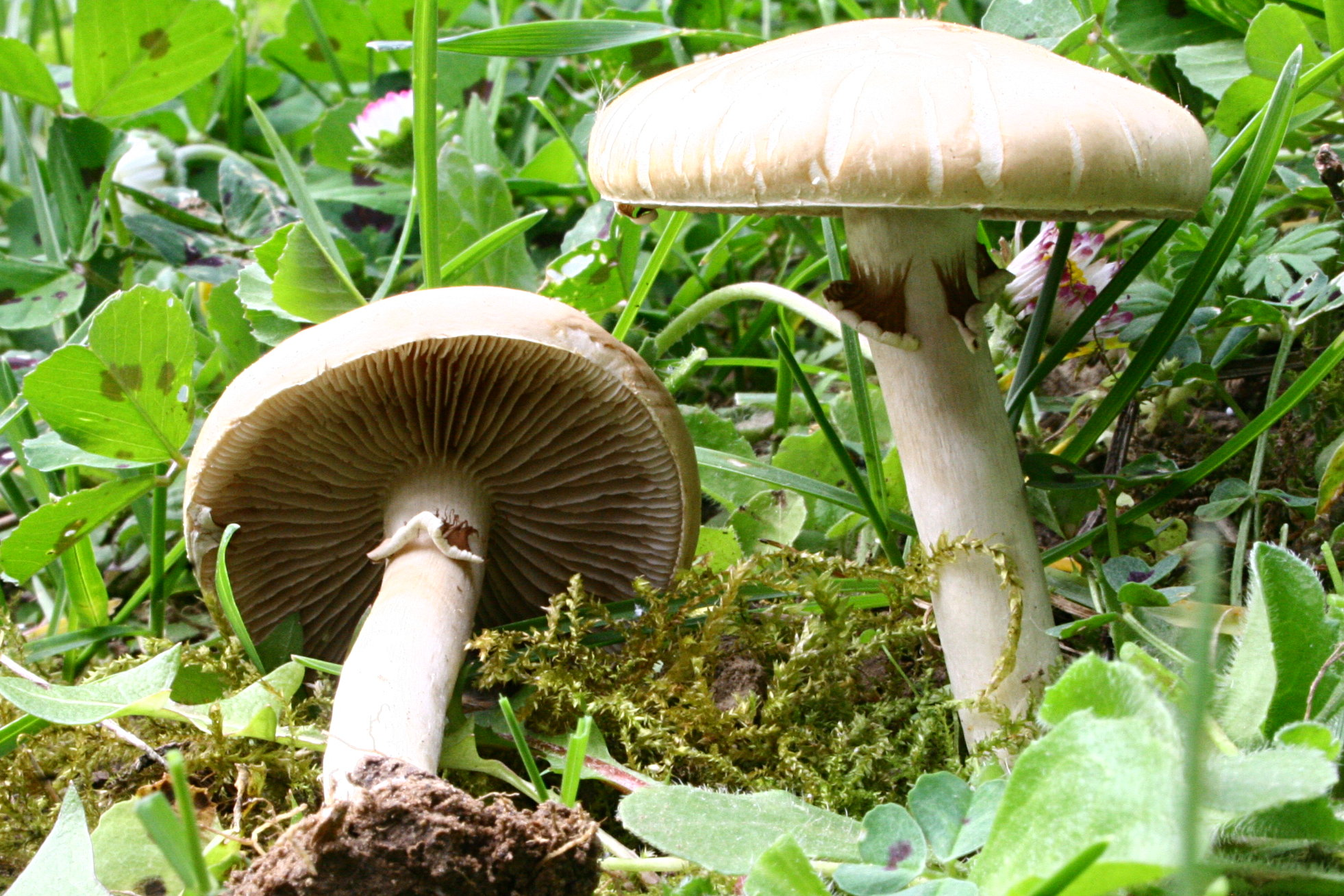
Agrocybe praecox
Cuphophyllus fornicatus
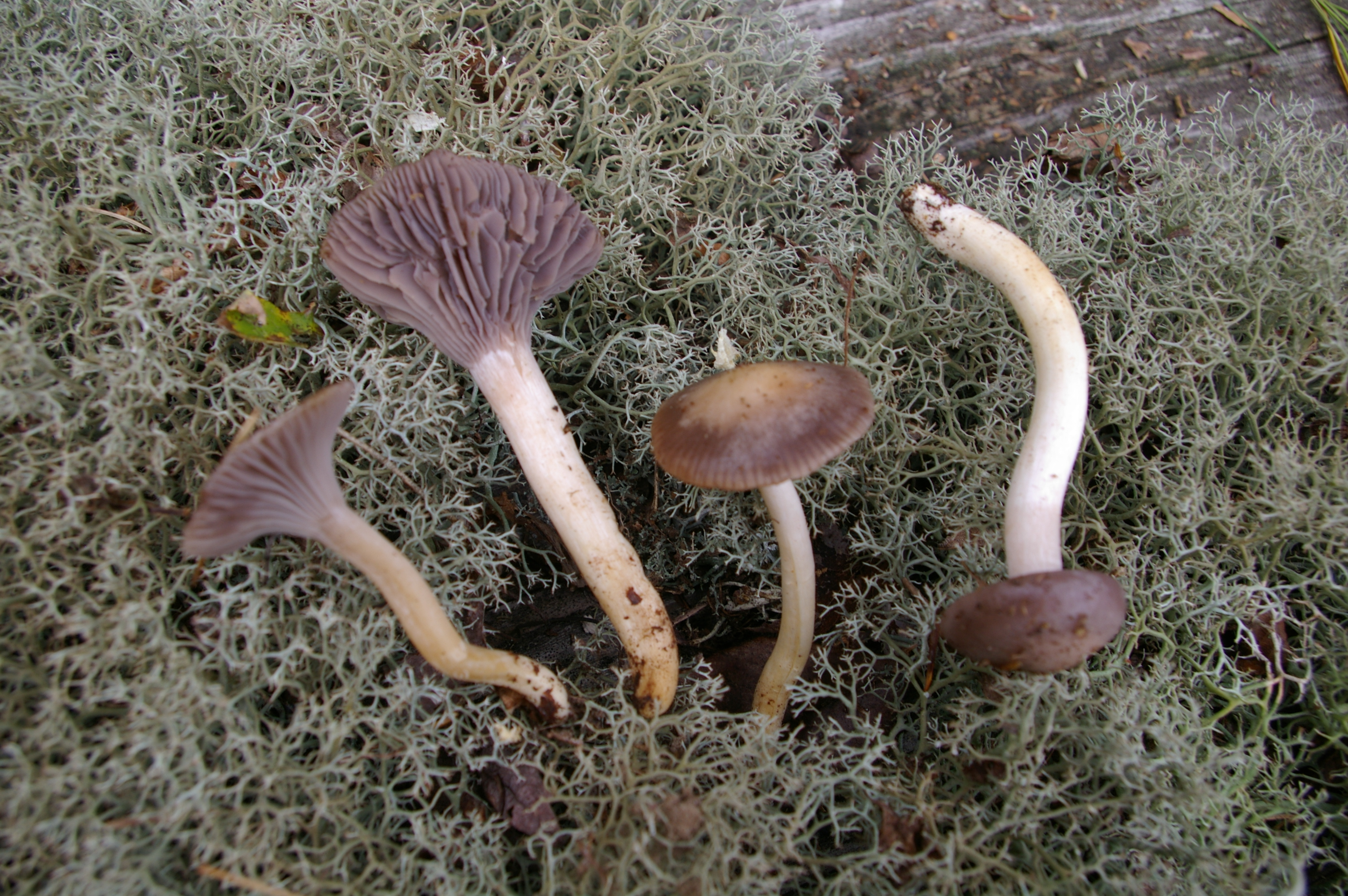
Cuphophyllus lacmus
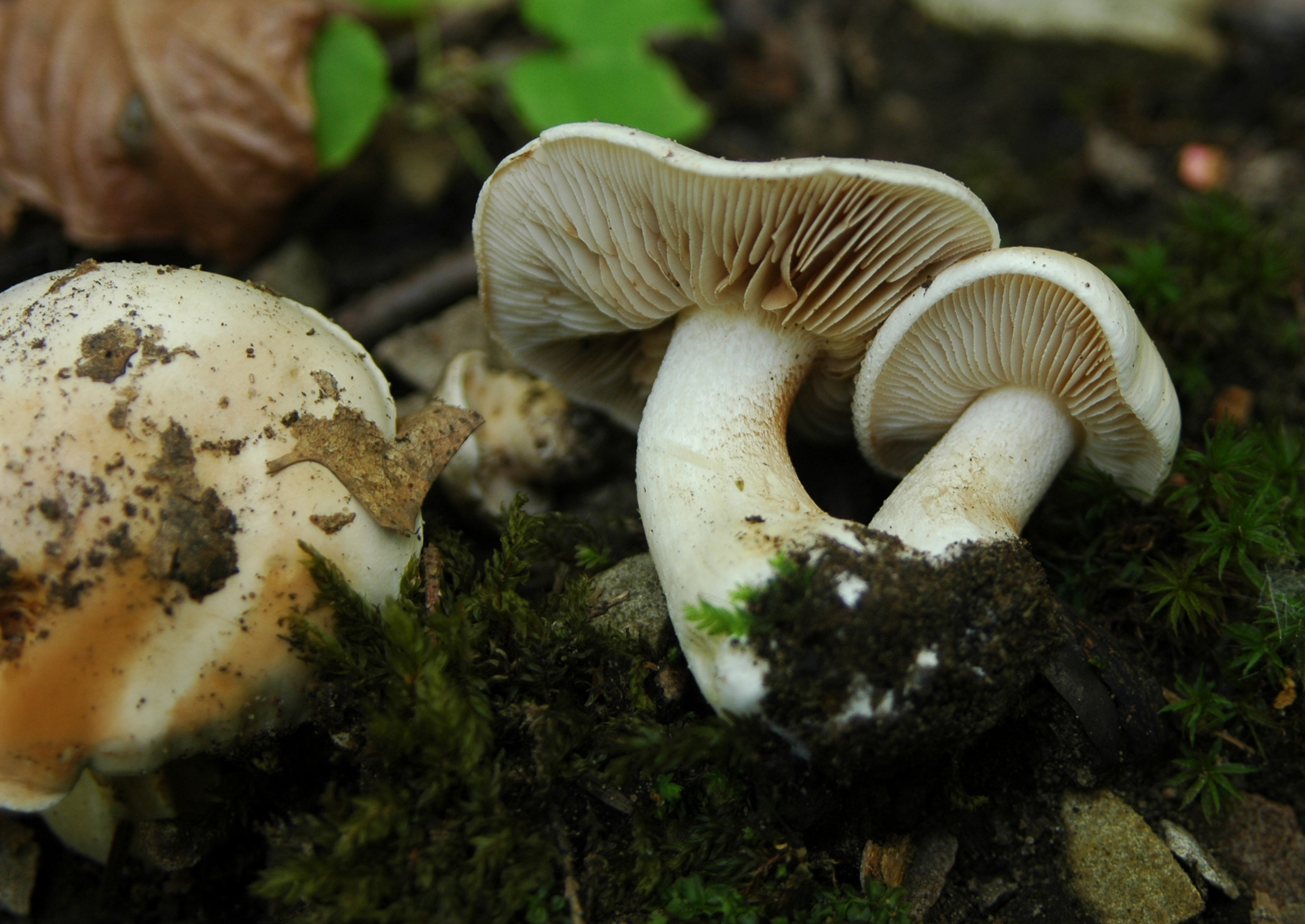
!!Hebeloma crustuliniforme!!
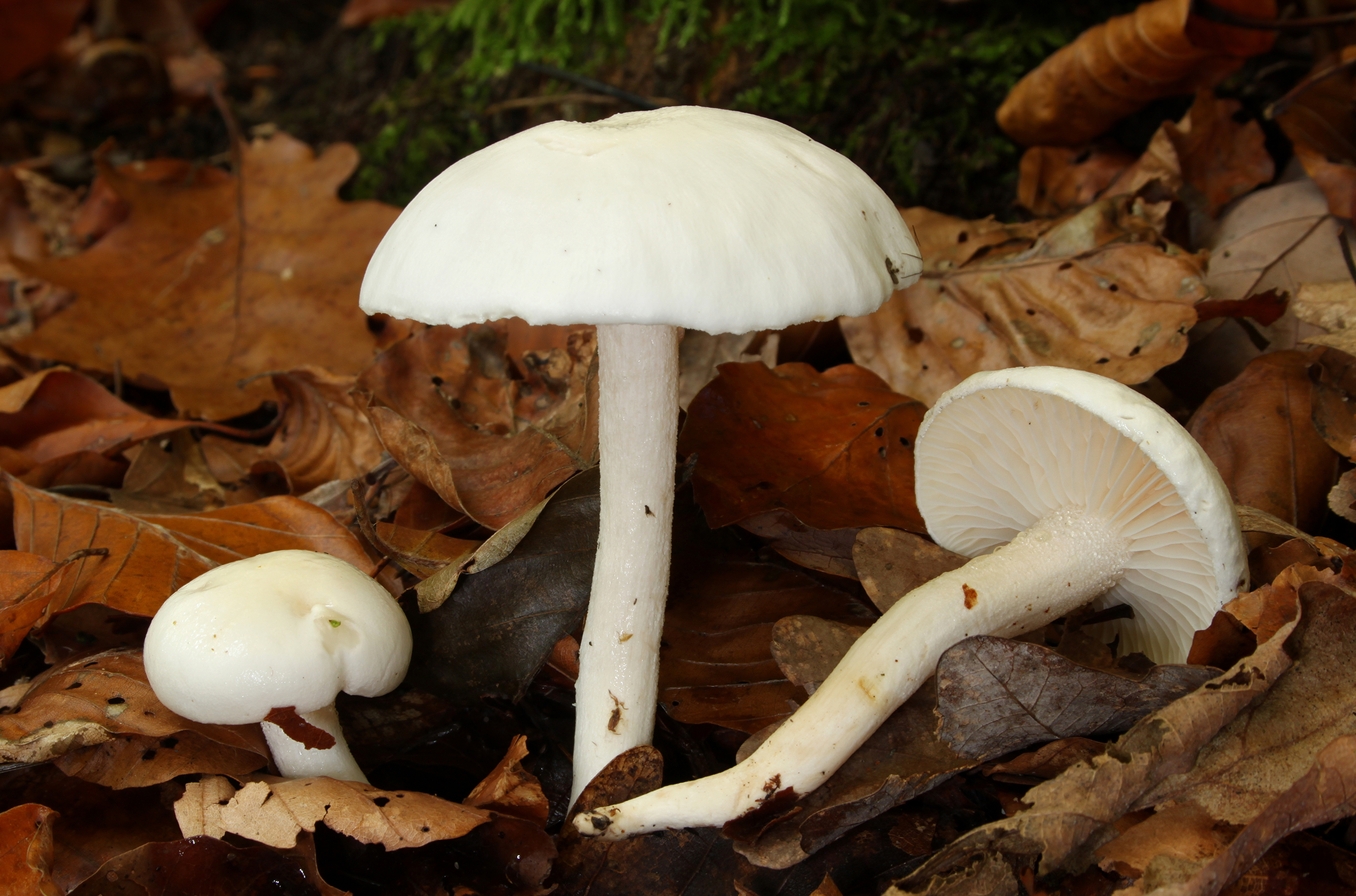
Hygrophorus eburneus

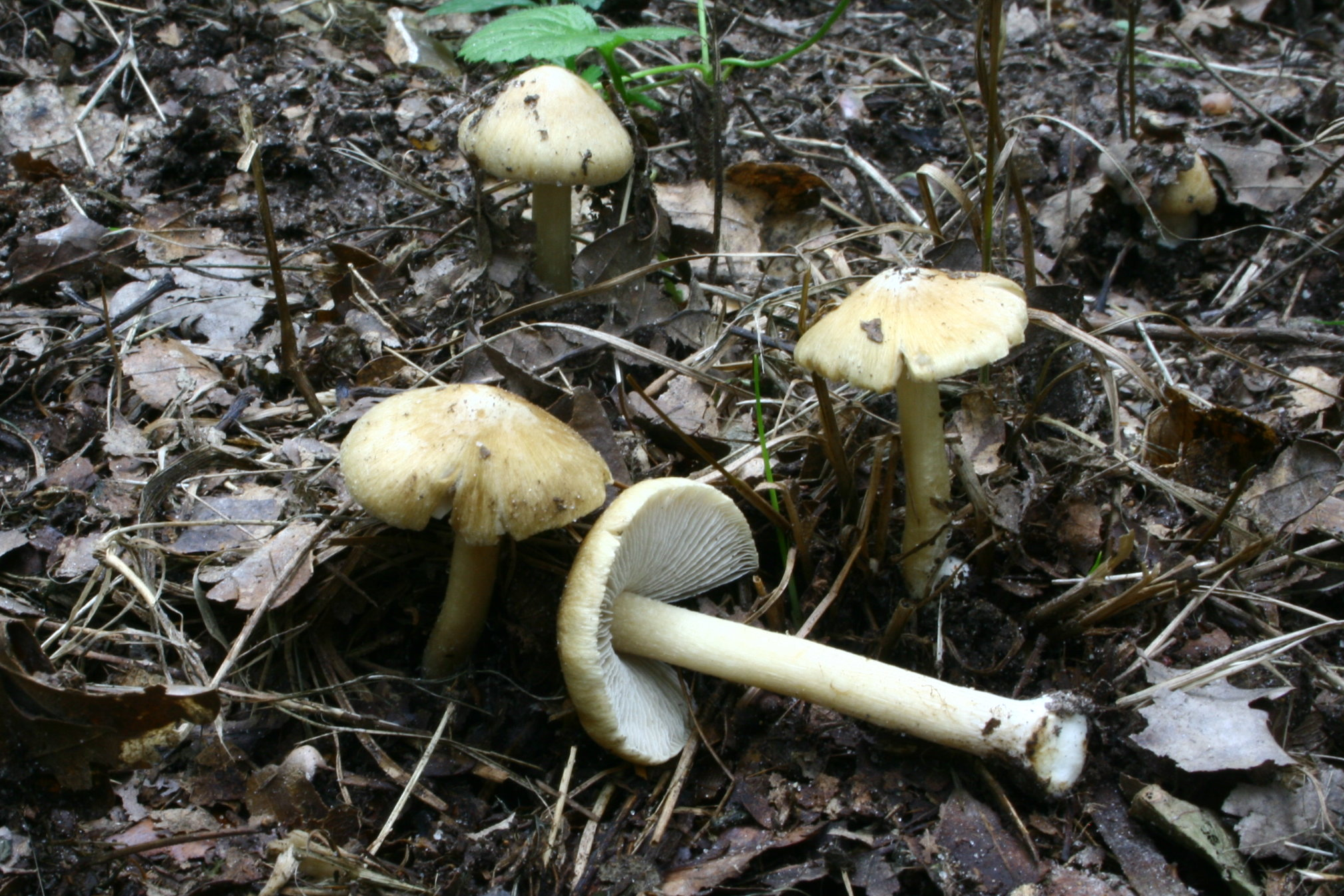
!!Inocybe cookei!!
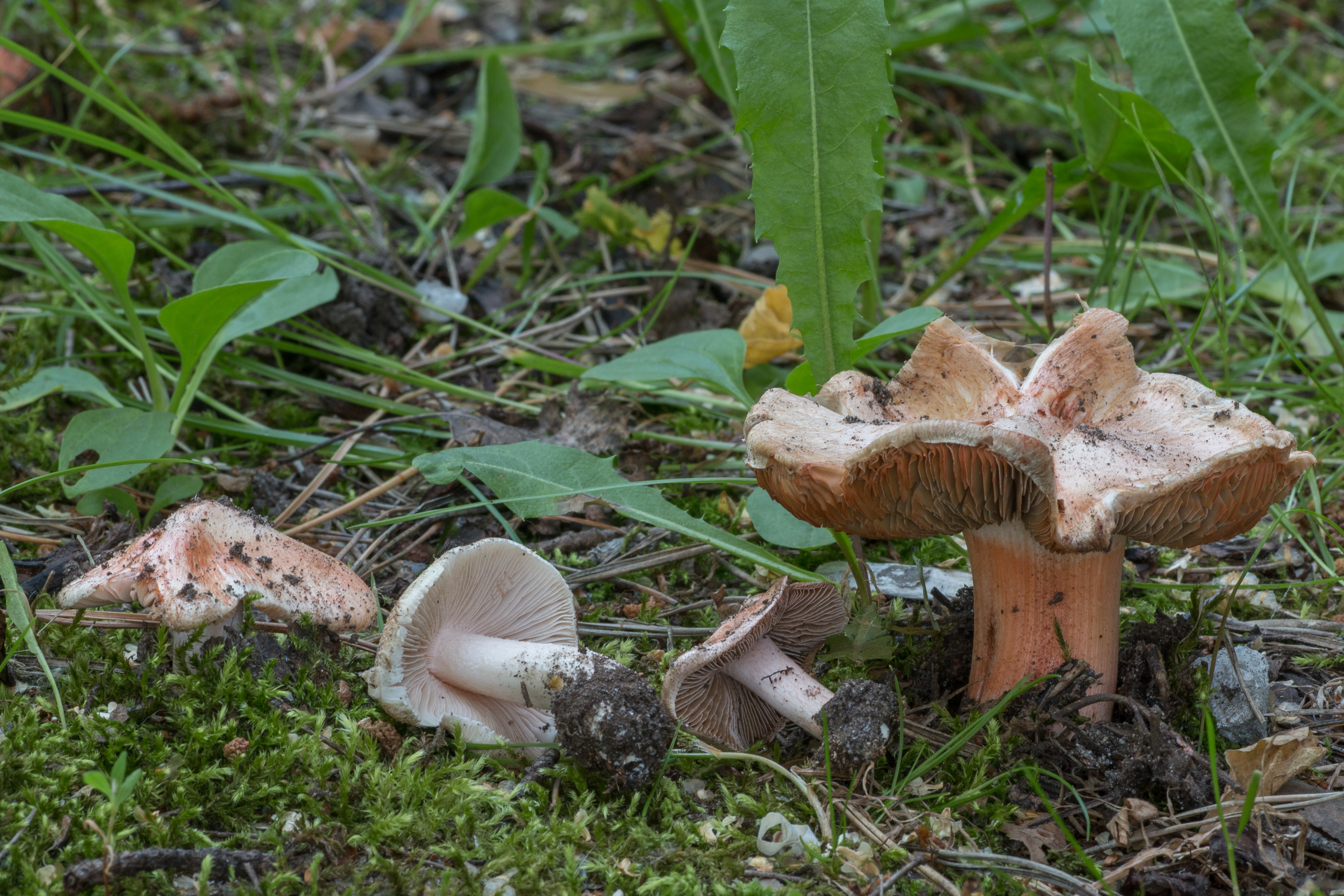
!!!Inocybe erubescens!!!
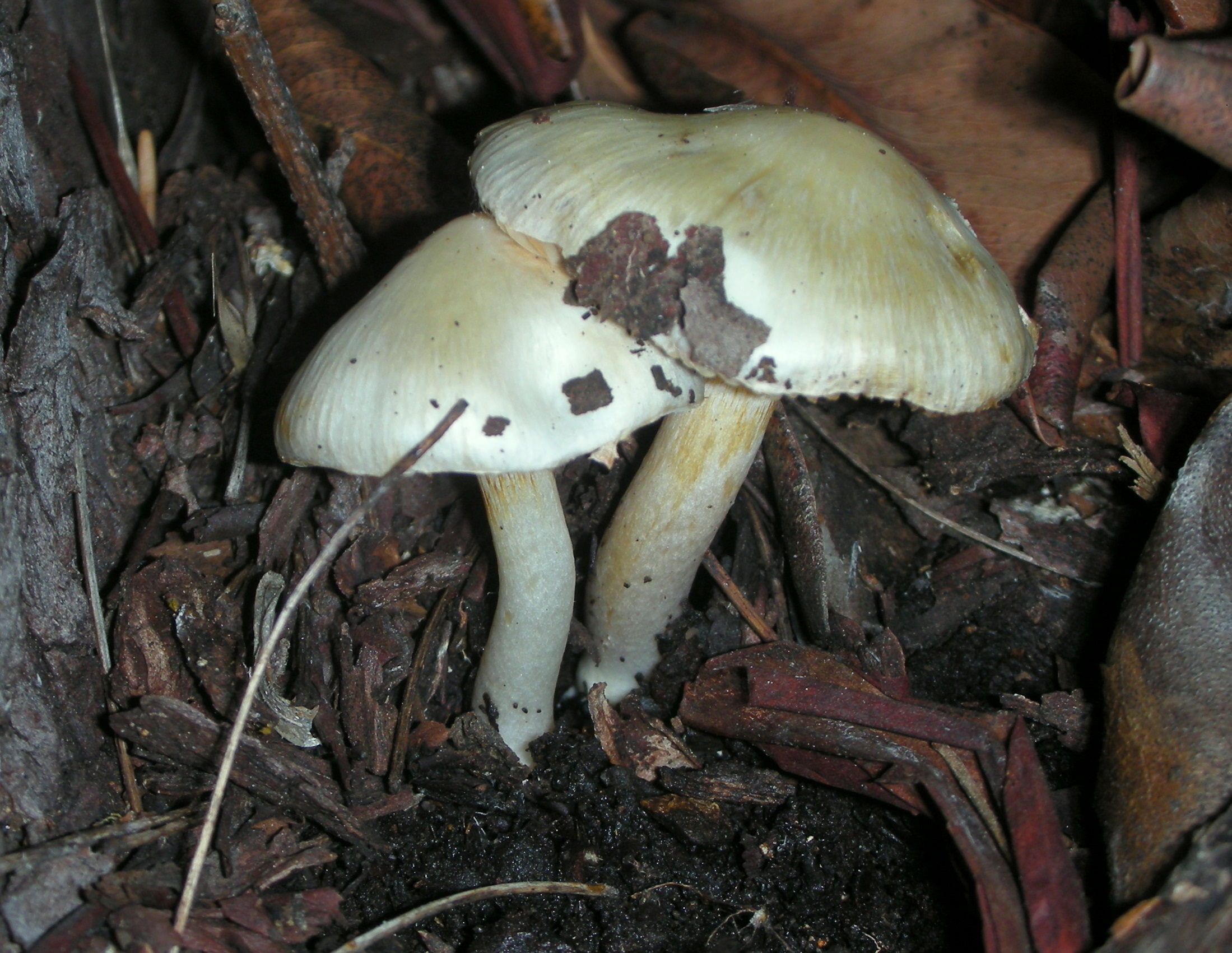
!!Inocybe geophylla!!
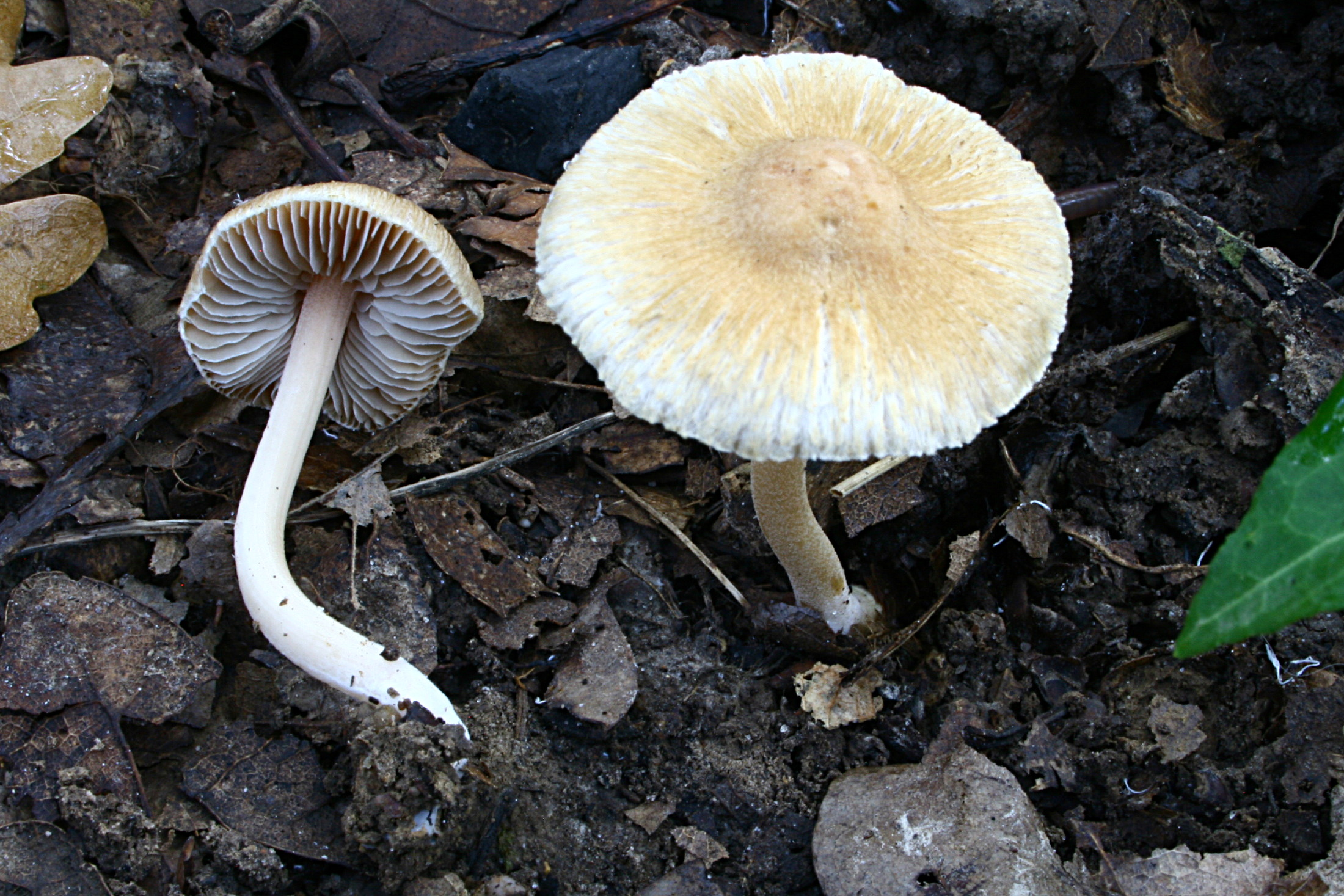
!!!Inocybe hirtella!!!
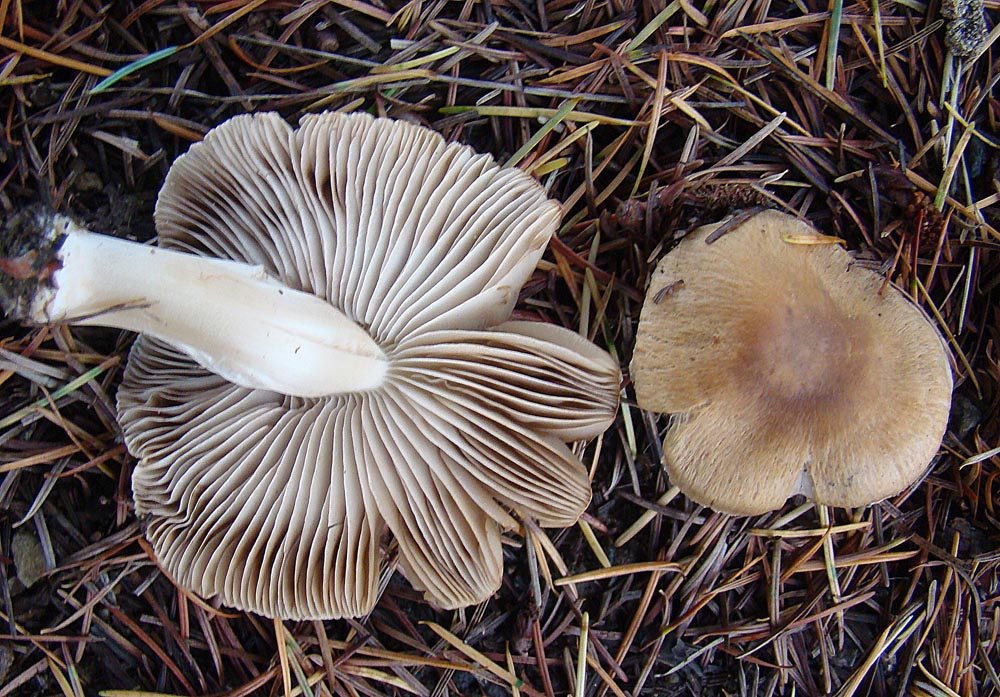
!!!Inocybe.rimosa!!!
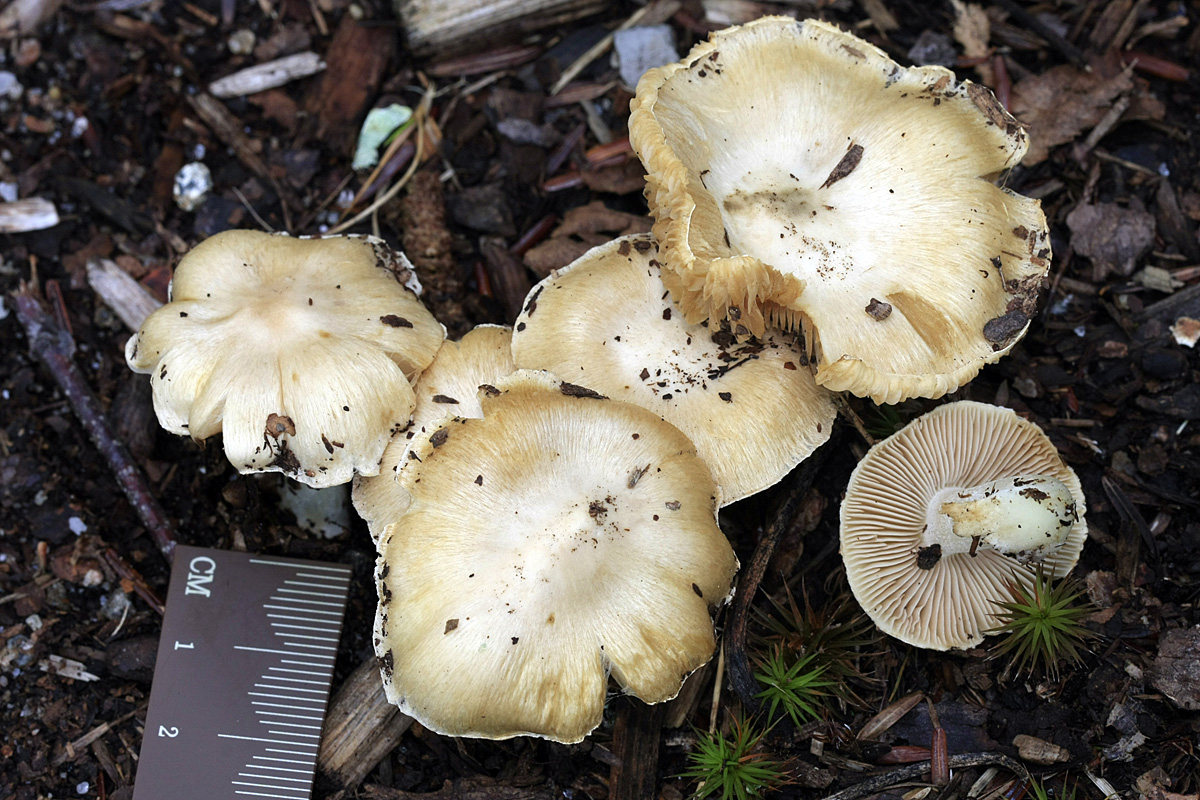
!!!Inocybe sambucina!!!

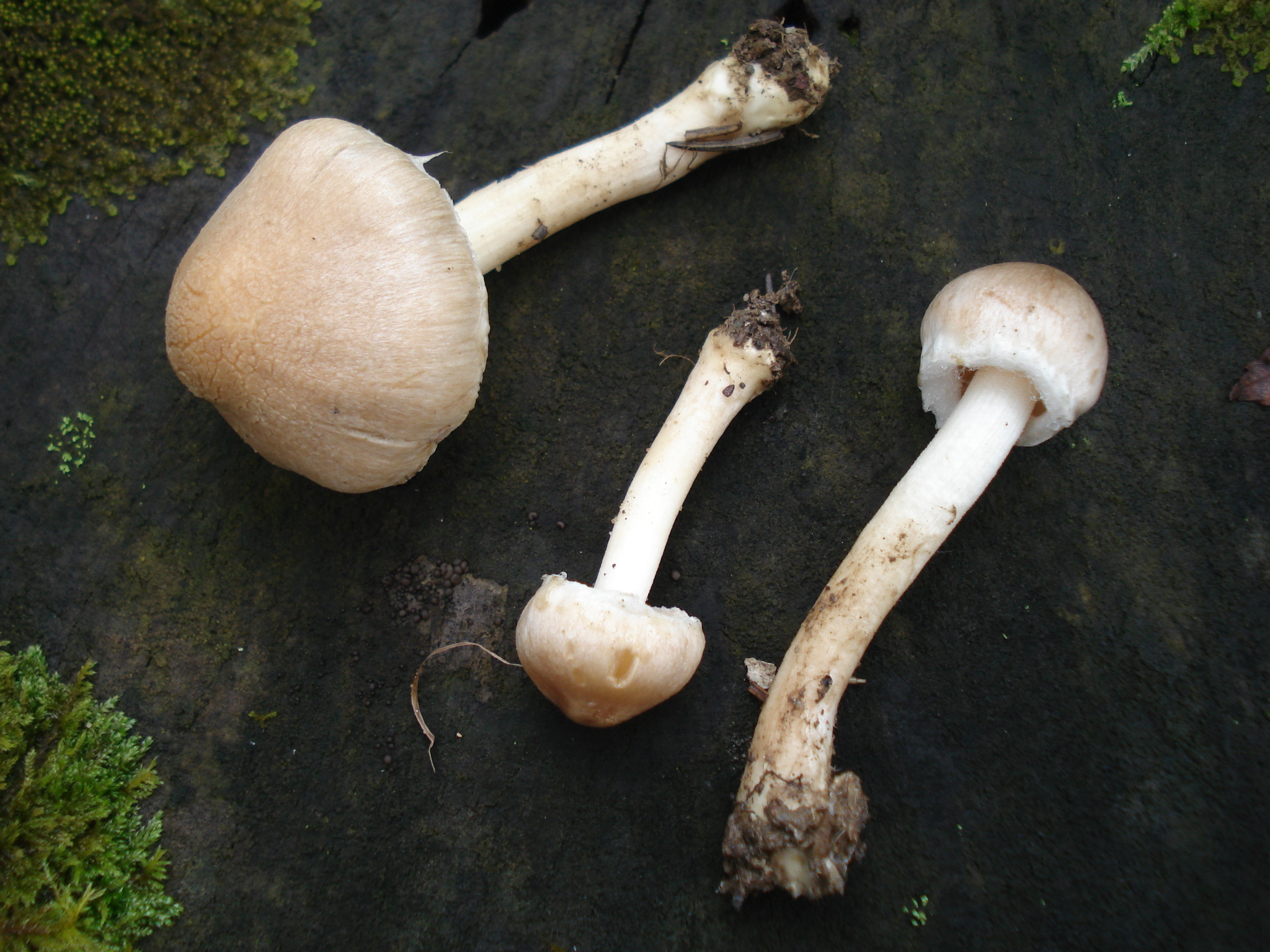
!!!Inocybe sindonia!!!
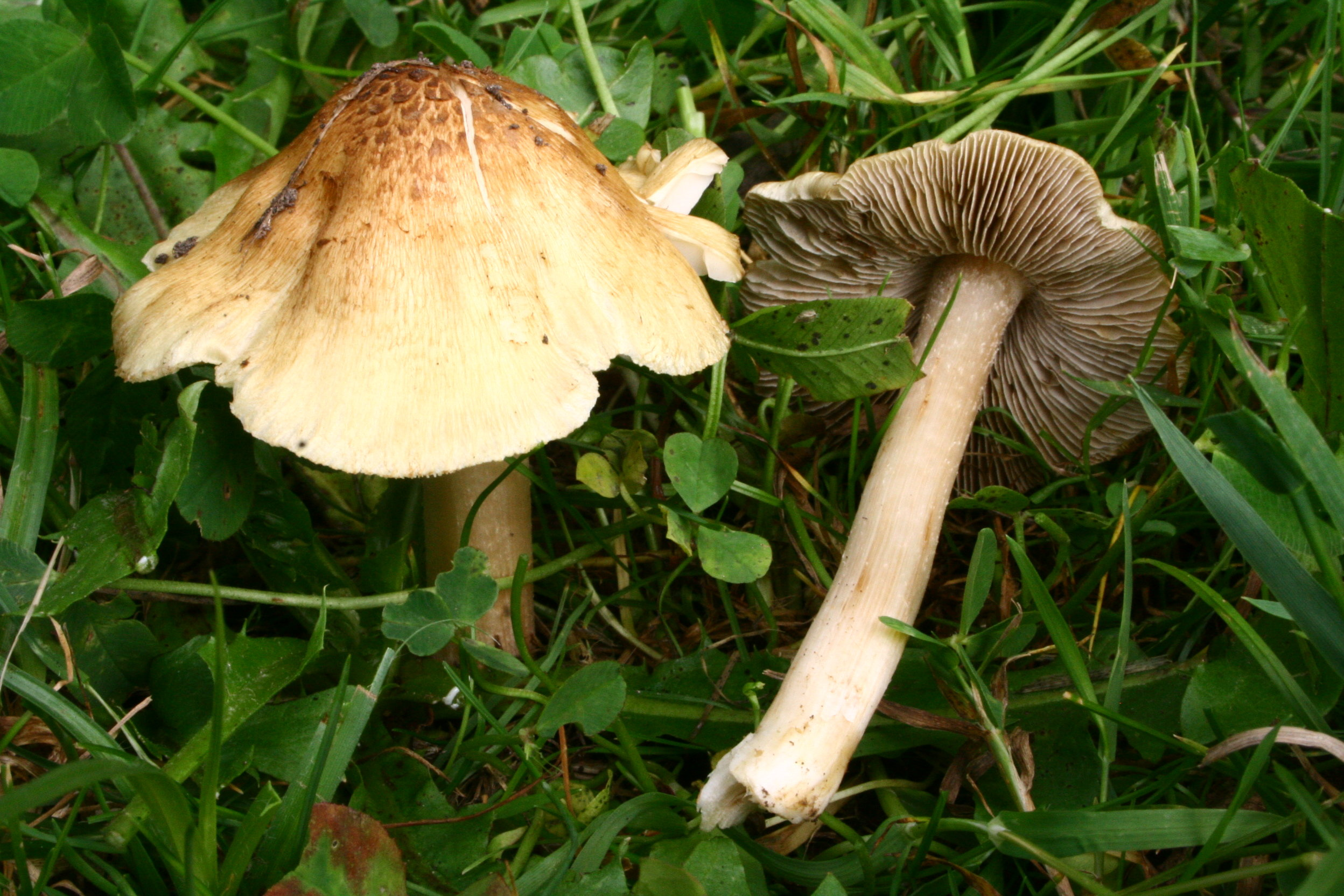
!!Inocybe squamata!!
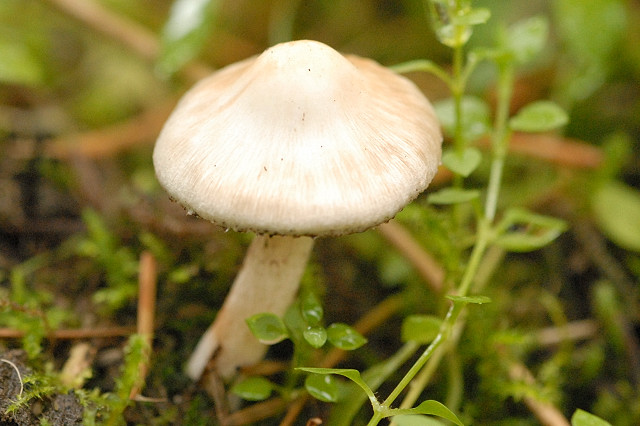
!!Inocybe.umbratica!!
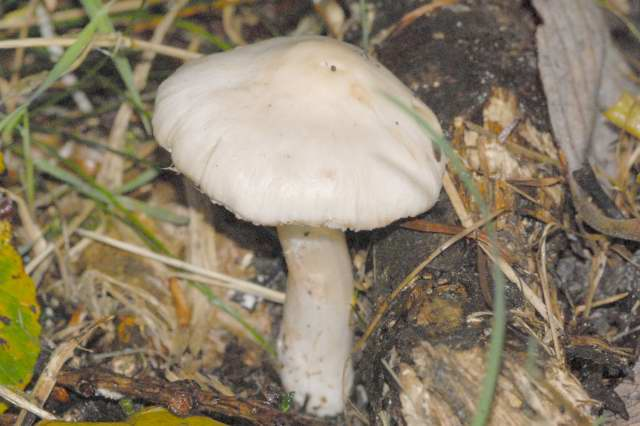
!!!Inocybe whitei!!!
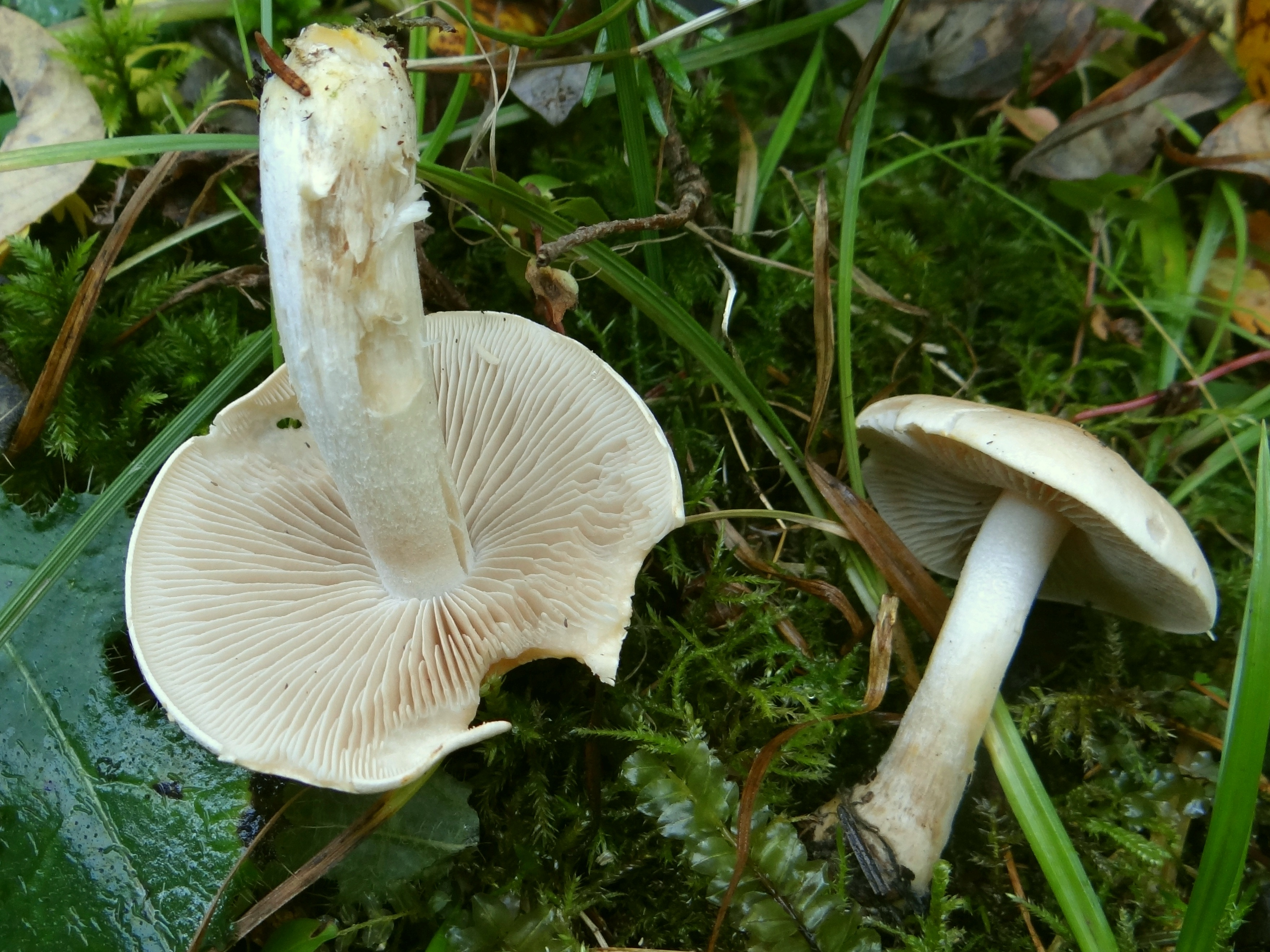
!Tricholoma album!
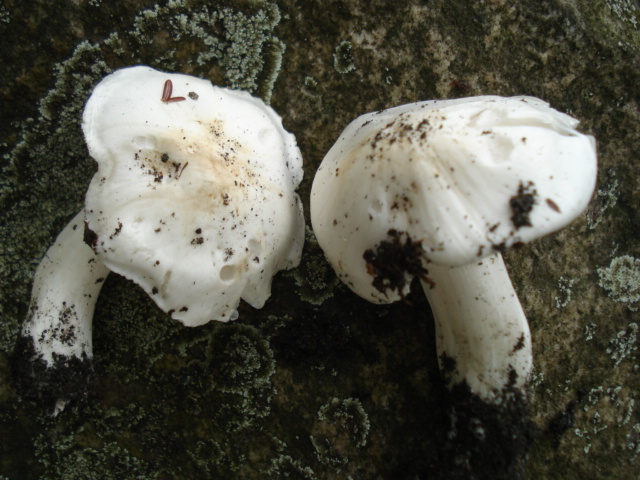
Tricholoma columbetta

## Valorificare
Specia este foarte otrăvitoare pentru că conține muscarină însă doze mai mari. După o scurtă perioadă de latență de la 15 minute la 2 ore, simptomele încep cu salivație, lacrimare, constricție a pupilei, tulburări vizuale severe, scăderea tensiunii arteriale și puls lent, vărsături, diaree și colici gastrice. O intoxicație fatală are loc în principal în cazuri severe (prin consumul de cantități mai mari) și/sau tărăgănate de otrăvire sau la persoane care au deja o stare de sănătate precară.